# Барбара Садовска
Барбара Садовска (на полски: Barbara Sadowska) е полска поетеса и активна общественичка.

## Биография и творчество
Барбара Садовска, с рождено име Барбара Обребска, е родена на 24 февруари 1940 г. в Париж, Франция. Баща ѝ, Францишек Требицки, е активист във френското съпротивително движение и умира в концентрационен лагер. Името, с което е известна, е на втория ѝ баща. Садовска отива в Полша след края на Втората световна война. Живее от 1946 г. първо в Сопот, а от 1949 г. във Варшава. Завършва Държавното средно училище по изящни изкуства във Варшава и следва в университета. През 1963 г. се омъжва за инженера Леополд Пшемик, с когото имат син.
Прави литературния си дебют през 1957 г. със стихотворението „Мама“ в седмичника „Нова култура“. Първата ѝ книга, стихосбирката „Скъсани жици“, е издадена през 1959 г. Заради държавната цензура от 1977 г. публикува свои стихове в самиздат, вкл. в списание „Запис“. Нейната литературна дейност е свързана с групата „Хибридна поетична ориентация“. Член е на Съюза на полските писатели в периода 1964 – 1983 г. и на Полския ПЕН клуб от 1981 г.
През 1964 г. Барбара Садовска е разпитана като част от разследването на смъртта на Богдан Пясецки, син на Болеслав Пясецки. Под влияние на мартенските събития през 1968 г. и декемврийските събития през 1970 г. тя е активна в антикомунистическата опозиция от 70-те години на ХХ век, за което е преследвана от Службата за сигурност и е арестувана няколко пъти. Поради опит да транспортира забранена литература от Париж до Народна Полша и да подпише срещу промените в конституцията, е била под наблюдение от Гражданската милиция. До 1977 г. ѝ е забранено да пътува в чужбина.
Става член на Първоначалната комисия за подпомагане на лишените от свобода и техните семейства. По време на военното положение приютява Йежи Кавчински, активист на профсъюза „Солидарност“. На 20 март 1982 г. е Задържана от Военно-гарнизонната прокуратура по подозрение за разпространение на антидържавни листовки и донос на съседи. Освободена е в началото на април 1982 г. поради лошо здравословно състояние. На 29 април 1983 г. отново е задържана за притежание на самиздат и печати на „Солидарност“, а апартаментът ѝ е претърсен. На 3 май неуниформен отряд на милиционери от антитерористичната част нахлува във Францисканския манастир и църквата „Свети Марчин“ във Варшава, където се помещава Комитетът за подпомагане на интернираните, и пребива шестима души (включително Садовска). Счупен е пръст на дясната ѝ ръка и са отправени заплахи, че нещо лошо може да се случи на сина ѝ. Скоро след това нейният син Гжегож Пшемик е задържан и пребит от членове на Гражданската милиция, и умира няколко дни след това. По време на второто апостолическо посещение на Йоан Павел II в Полша през юни 1983 г. тя е приета на частна аудиенция от папата.
Барбара Садовска умира от рак на белия дроб на 1 октомври 1986 г. в санаториум в Отвоцк, Полша. Погребана е в Повонзковското гробище на Варшава.

## Произведения
- Zerwane druty (1959)[1]
- Nad ogniem (1963)
- nie możesz na mnie liczyć nie będę się bronić (1972)
- Moje (1974)
- Stupor (1981; цензурирана)
- Słodko być dzieckiem Boga (1984; цензурирана)

посмъртно
- Wiersze ostatnie (1986, цензурирана)
- Otwarte niebo wieczny sen (1997)